# غیرقانونی (فیلم ۱۹۸۹)
غیرقانونی (به هندی: Gair Kanooni) فیلمی محصول سال ۱۹۸۹ و به کارگردانی پریاگ راج است. در این فیلم بازیگرانی همچون سری دوی، گوویندا، راجینیکانت، کیم کاتکار، شاشی کاپور، روهینی هاتانگادی، آریونا ایرانی، قادرخان ایفای نقش کرده‌اند.